# Massacre d'Habère-Lullin
Le massacre d'Habère-Lullin est un crime de guerre perpétré par des policiers allemands le jour de Noël 1943 dans le but de briser l'organisation de la Résistance pendant la Seconde Guerre mondiale et de marquer les esprits. Il a eu lieu à l'occasion d'un bal dans le château d'Habère-Lullin en Haute-Savoie et a causé la mort de 25 jeunes hommes ainsi que de 6 autres morts en déportation. À la libération, les résistants des Forces françaises de l'intérieur ont exécuté 40 prisonniers allemands dans le même village le 2 septembre 1944.

## Contexte
Des groupes de résistants se sont constitués dans la vallée dès 1942 auxquels viennent s'ajouter des camps de réfractaires au service du travail obligatoire (STO) à partir du printemps 1943 qui sont soutenus par la population. Notamment, le foin réquisitionné est brulé en mars et des armes sont parachutées au col des Moises au mois d'août. Ces activités font l'objet de rapports d'agents du Parti populaire français et des premières opérations de police sont menées contre les camps.

## La tragédie
Le gardien de la paix Cazeaux reçoit pour mission de s'infiltrer et de détecter les filières de résistants. Il arrive à Habère-Lullin le 10 décembre en compagnie de trois réfractaires après qu'ils se sont fait refouler du camp de réfugiés des Charmilles en Suisse. Il s'installe au château qui est alors occupé par des bûcherons inscrits à l'agence Todt et travaillant pour la scierie Bourgeois de Thonon,.
Un couple de jeunes Marseillais arrive à la même époque et se dit aussi réfractaire. Ils poussent à l'organisation de bals qui se déroulent chaque dimanche à partir du mois de novembre et attirent la jeunesse de la vallée. Celui du 25 décembre se tient au château d'Habère-Lullin et regroupe jusqu'à 80 personnes. À 23 heures, le mitron du boulanger vient annoncer que les Allemands arrivent, ceci après avoir été prévenu par un appel téléphonique de Jean Deffaugt, maire d'Annemasse. Cependant, personne ne le croit,. 
Le 26 décembre, à 1 h du matin, après avoir encerclé le château, la 9e compagnie du IIIe bataillon du 28e régiment de police SS « Todt » commandée par le capitaine SS Lottmann tente de rassembler tout le monde dans la grande salle. Mitraillés, deux jeunes sont tués en essayant de sortir par les fenêtres et un autre alors qu'il sortait du bal tandis que d'autres parviennent à se cacher au rez-de-chaussée.
Dans la grande salle, la cinquantaine de garçons et de filles sont interrogés et doivent défiler devant Cazeaux. D'un signe de la tête, celui-ci indique s'il s'agit d'un habitué ou non. Ceux qui ont été identifiés sont exécutés d'une balle dans la nuque. Leurs corps sont ensuite recouverts de paille et d'essence et le château est incendié. En partant, les Allemands exécutent encore le fromager car il était soupçonné de ravitailler le maquis. 
Les autres jeunes sont tout d'abord incarcérés à l'hôtel Pax d'Annemasse qui sert alors de prison. Il y a 17 garçons et 9 filles. Les Bourgeois, propriétaires du château, sont également arrêtés chez eux à Thonon avant d'être relâchés deux jours plus tard. Les filles sont libérées le 30 décembre, suivies le lendemain par le plus jeune des garçons qui n'avait pas encore 18 ans. Parmi ceux qui restent, un groupe est envoyé travailler dans une filature à Leipzig tandis que huit autres sont déportés, notamment au camp de Flossenbürg. Parmi les déportés, seuls deux survécurent.
La version officielle publiée dans la presse de l'époque est la suivante :
« Les Allemands cernèrent le château d'Habère-Lullin où se trouvaient les maquisards. Ils l'attaquèrent avec des lance-flammes et des grenades incendiaires et mitraillèrent les jeunes gens qui cherchaient à s'enfuir par les fenêtres. Le château a brulé et on peut estimer à vingt-cinq au moins le nombre de jeunes qui ont péri carbonisés. »

## Les suites
La résistance soupçonnait le couple de Marseillais d'être impliqué dans ces évènements. Le jour de l'enterrement des victimes et le lendemain de la libération de la Marseillaise, un commando de neuf personnes se rend donc chez eux pour les enlever et les interroger. Leur détermination est renforcée par la fait que le préposé aux PTT les informe qu'il a capté un appel téléphonique annonçant que la Gestapo viendrait les chercher le lendemain matin. Après les avoir trouvés en train de faire leur valise, les hommes du commando les emmènent dans la cave d'un chalet et les fouillent. Ils découvrent une carte montrant que l'homme appartient à la Kriegsmarine de Toulon et celui-ci avoue entre autres qu'il travaille à l'hôtel Pax d'Annemasse, siège de la Gestapo. Convaincus de leur culpabilité, ils les fusillent sur le champ. Cette culpabilité a toutefois été récemment remise en question.
Cazeaux a été condamné à mort le 7 octobre 1948 par le tribunal militaire de Lyon pour avoir signalé la présence des maquisards au château.
À la libération, le 2 septembre 1944, les FFI ont exécuté 40 prisonniers allemands à Habère-Lullin. Cet événement fait suite aux massacres de détenus de la prison Montluc à Lyon par l'armée allemande et à la menace faite par Yves Farge d'exécuter des prisonniers allemands en représailles. Bien qu'Yves Farge ait obtenu les clés de la prison dès le 23 août et que les prisonniers de Montluc aient été libérés, les préparatifs de l'exécution continuent. Un premier groupe de 44 prisonniers allemands est exécuté à Annecy tandis qu'un autre groupe est tout d'abord rassemblé à l'usine de la CIME à Saint-Pierre de Rumilly avant d'être embarqué au bout d'une semaine pour être fusillé par groupe de cinq sur un lieu symbolique, les ruines du château d'Habère-Lullin.